# Mushtaq Ahmad
Mushtaq Ahmad, född den 15 februari 1956 i Karachi, Pakistan, är en pakistansk landhockeyspelare.
Han tog OS-guld i herrarnas landhockeyturnering i samband med de olympiska landhockeytävlingarna 1984 i Los Angeles.